# 美竹鈴
美竹鈴（日语：美竹すず，1994年9月23日—），日本AV女優。所屬事務所是ニューゲート。

## 簡歷
2015年2月以E-BODY的專屬女優身分出道。
2016年7月成為S1的專屬女優。
2017年4月脫離專屬身分，以企劃單體女優來繼續活動。

## 人物
出身於神奈川縣。
興趣是唱歌和運動，擅長料理。
初中前是D罩杯，到了高中時變成H罩杯。

## 外部連結
- 美竹鈴的X（前Twitter）（2015年1月20日 - ）
- すーさんのりんりんぶろぐ （页面存档备份，存于） - 官方部落格（2015年2月26日 - ）
- 美竹鈴的X（前Twitter）（2015年12月2日 - ）
- 美竹鈴的Instagram帳戶